# Søren Pind
Søren Pind, né le 11 novembre 1969 à Herning (Danemark), est un homme politique danois, membre du parti libéral Venstre. 
Il est ministre du Développement économique à partir de février 2010, et ministre de l'Intégration à partir du 8 mars 2011, cumulant les deux portefeuilles jusqu'à la fin du gouvernement Rasmussen, en octobre 2011. 
Il revient au gouvernement en juin 2015 comme ministre de la Justice jusqu'en novembre 2016, avant de devenir ministre de la Recherche.

## Biographie

### Jeunesse et études
Søren Pind est le fils du dentiste Torben Pind et de la physiothérapeute Jytte Pind. Il étudie au lycée de Bornholm en 1988 et est diplômé d'un master en droit de l'université de Copenhague en 1997. 

### Carrière professionnelle
Il est ensuite chef de projet chez Waterfront Communications de 1997 à 1998. De 1999 à 2005, il a été chargé de cours en droit constitutionnel à l'université de Copenhague. Le 15 février 2008, Søren Pind devient directeur client chez Propeople, une société d'informatique. 

### Carrière politique

#### Élu local puis député (1994-2010)
Il est candidat aux législatives à plusieurs reprises pour le Venstre de 1991 à 1998, à Bornholm. En 1994, à 28 ans, il est élu conseiller municipal de Copenhague et devient adjoint au maire, chargé de l'urbanisme. 
Il est élu député de Copenhague en 2005. Il démissionne peu de temps après du conseil municipal de Copenhague, défait en tant que tête de liste Venstre.

#### Ministre (2010-2011)
Le 23 février 2010, Søren Pind est nommé ministre du Développement dans le gouvernement de Lars Løkke Rasmussen. Il affirme sa volonté de faire de son mandat un « ministère de la liberté » en mettant l'accent sur la citoyenneté et les droits de l'homme. 
Le 8 mars 2011, il est nommé ministre de l'intégration à la suite de Birthe Rønn Hornbech. Il favorise notamment les règles d'expulsion pour les étrangers qui ont commis des délits.
Il quitte le gouvernement en octobre 2011 après la défaite du Venstre aux législatives et l'alternance politique conduisant au gouvernement de Helle Thorning-Schmidt.

#### Député (2011-2015)
Il redevient député après son départ du gouvernement.

#### Ministre (2015-2018)
Le 28 juin 2015, il est nommé ministre de la Justice dans le gouvernement de Lars Løkke Rasmussen. Par la suite, le 28 novembre 2016, il devient ministre de la Science, de la Technologie, de l'Information et de l'Enseignement supérieur.

### Autres fonctions
Depuis son départ du gouvernement, il est président de Danish Cyber Defence, un cabinet de conseil en cybersécurité.
Il est membre du Conseil européen des relations internationales (ECFR).
Il est président de la Société danoise des amis de Ronald Reagan depuis 2011.
Il participe à la réunion du Groupe Bilderberg de 2016,.
En mars 2025, il succède à Henrik Sass Larsen à la tête d'Aktive Ejere, l'organisation représentative des fonds de capitaux danois.

## Distinctions
- Danemark : Commandeur (Kommandør) de l'Ordre du Dannebrog le 17 mars 2017.
- France : Chevalier de la Légion d'honneur le 12 mars 2015.